# قائمة ملوك تونغا
هذه "قائمة ملوك تونغا" منذ عام 1845 ، بعد أن أنشأ دستور تونغا دور الملك. كان أول ملوك تونغا هو جورج توبو الأول.

## التنازل عن الصلاحيات لعام 2008
قبل ثلاثة أيام من تتويجه في 1 أغسطس 2008 ، أعلن الملك آنذاك جورج توبو الخامس أنه سيتخلى عن معظم سلطاته ويسترشد بتوصيات رئيس وزراء تونغا في معظم الأمور.

## تخصيص الميزانية للنظام الملكي
مخصص الميزانية السنوية للنظام الملكي هو بانغا تونغي 4،894،900 (ق. 2،116،799 دولارًا أمريكيًا).

## قوائم ملوك تونغا الأوائل
- توي تونغا ، حكام تونغا من ق. 950 إلى ق. 1470.
- توي هاتاكالاوا ، حكام تونغا من ق. 1470 إلى ق. 1800.
- توي كانوكوبولو ، حكام تونغا من ق. 1800 حتى يومنا هذا. كان جورج توبو الأول ، أول ملوك تونغا ، هو توي كانوكوبولو التاسع عشر.

## قائمة الملوكتونغا( 1845 - حتى الآن )
| الاسم                | العمر                                       | بداية الحكم    | نهاية الحكم    | ملاحظات                      | الصورة |
| -------------------- | ------------------------------------------- | -------------- | -------------- | ---------------------------- | ------ |
| جورج توبو الأول      | 4 ديسمبر 1797 – 18 فبراير 1893 (95 سنة)     | 4 ديسمبر 1845  | 18 فبراير 1893 | إبن توبو توي كانوكوبولو ال17 |        |
| جورج توبو الثاني     | 18 يونيو 1874 – 5 أبريل 1918 (43 سنة)       | 18 فبراير 1893 | 5 أبريل 1918   | حفيد مزدوج لجورج توبو الأول  |        |
| سالوت توبو الثالث    | 13 مارس 1900 – 16 ديسمبر 1965 (65 سنة)      | 5 أبريل 1918   | 16 ديسمبر 1965 | ابنة جورج توبو الثاني        |        |
| تاوفآهاو توبو الرابع | 4 يوليو 1918 – 10 سبتمبر 2006 (88 سنة)      | 16 ديسمبر 1965 | 10 سبتمبر 2006 | إبن سالوت توبو الثالث        |        |
| جورج توبو الخامس     | life5 = 4 مايو 1948 – 18 مارس 2012 (63 سنة) | 11 سبتمبر 2006 | 18 مارس 2012   | إبن تاوفآهاو توبو الرابع     |        |
| توبو السادس          | 12 يوليو 1959                               | 18 مارس 2012   | الحالي         | إبن تاوفآهاو توبو الرابع     |        |

## الشعارات الملكية

الشعار الملكي لتونغا (1862–1875)
الشعار الملكي لتونغا